# Себастијан Кел
Себастијан Валтер Кел (13. фебруар 1980) бивши је немачки фудбалер. Играо је на позицији дефанзивног везног играча.
Након две године у омладинској школи Хановера, провео је две сезоне у клубу на професионалном нивоу, у 2. Бундеслиги. Лета 2000. године потписао је уговор са Фрајбургом где је провео сезону и по. Након тога је прешао у Борусију Дортмунд где је и завршио каријеру након 13 година проведених у клубу и преко 350 наступа у свим такмичењима.
За репрезентацију Немачке је одиграо 31 утакмицу и постигао три гола. Био је у саставу за СП 2002. и 2006. и ЕП 2004.

## Статистика каријере

### Репрезентативна
| Немачка | Немачка | Немачка |
| Година  | Наступи | Голови  |
| ------- | ------- | ------- |
| 2001    | 3       | 1       |
| 2002    | 11      | 1       |
| 2003    | 7       | 1       |
| 2004    | 3       | 0       |
| 2005    | 0       | 0       |
| 2006    | 7       | 0       |
| Укупно  | 31      | 3       |

## Трофеји

### Клупски
Борусија Дортмунд
- Бундеслига: 2001/02, 2010/11, 2011/12.
- Куп Немачке: 2011/12.
- Суперкуп Немачке: 2013, 2014.

### Индивидуални
- Тим сезоне Бундеслиге часописа Кикер: 2000/01, 2008/09.